# Heteropoda nicobarensis
Heteropoda nicobarensis är en spindelart som beskrevs av Benoy Krishna Tikader 1977. Heteropoda nicobarensis ingår i släktet Heteropoda och familjen jättekrabbspindlar.
Artens utbredningsområde är Nicobarerna. Inga underarter finns listade i Catalogue of Life.